# Primera parte de Esferamundi de Grecia
La Primera parte de Esferamundi de Grecia es un libro de caballerías italiano, escrito por el prolífico autor Mambrino Roseo. Es el primero de los seis libros que forman la serie de Esferamundi de Grecia. Es continuación de Silves de la Selva, el decimotercer libro de la serie española de Amadís de Gaula, publicado en 1546, y cuya primera edición en italiano se publicó en 1551. Por consiguiente, la Primera parte de Esferamundi es el decimotercer libro de ese ciclo, por lo que se refiere a obras españolas e italianas. 
De acuerdo con el tópico de la falsa traducción, la obra fue presentada como una traducción del español, y algunos estudiosos españoles consideraron seriamente la posibilidad de que hubiera existido efectivamente un original en ese idioma, pero es con toda certeza obra de Roseo y no se tiene noticia de ningún supuesto original en español, ni la obra ha sido traducida nunca a ese idioma.

## Ediciones
La obra fue impresa por primera vez en Venecia en 1558, en la imprenta de Michel Tramezzino, con el título de La prima parte del terzodecimo libro di Amadis di Gaula, nel quale si tratta delle meravigliose prove et gran cavalleria di Sferamundi, figliuolo di don Rogello di Grecia et della bella principessa Leonida. Tradotta nuovamente della lingua spagnuola nella italiana. De la edición de 1558 hay ejemplares en la Biblioteca Nacional de España, la Biblioteca provincial de los capuchinos de Praga y la Biblioteca Universitaria de Santiago de Compostela. 
La obra fue dedicada por Mambrino Roseo al joven presbítero Federico Cornaro (1531-1590), quien años después llegaría a ser obispo de Trogir, Bérgamo y Padua y finalmente cardenal.
El libro alcanzó una notoria popularidad en el público italiano, ya que fue reimpreso en 1560,1569, 1574, 1582, 1584, 1600, 1609 y 1619, siempre en Venecia.

## Argumento
En esta obra se narran las hazañas de Esferamundi de Grecia, hijo de Rogel de Grecia y su esposa Leónida, y de su primo Amadís de Astra, enamorados respectivamente de Ricarda y Roseliana, hijas del emperador de los partos., que tras ser armados caballeros en Partia inician sus aventuras liberando a Clarencia, hija de la condesa de Artois, mientras su pariente Argantes, hijo de Rogel de Grecia y de la reina de Galdapa, socorre a Esclarimena, hija del emperador de Alemania. La narración también dedica atención a los hechos de Fortunián, hijo del rey Lucendus de Francia, y de Astrapolo, hijo de Silves de la Selva, en el Castillo de las Bellas Mujeres y la Fuente Deleitosa, Muchas otras aventuras de estos caballeros se refieren en las páginas de la obra. En los últimos capítulos se narra el rapto de Ricarda por el gigante Patranón, por encargo del rey de Sevilla. Esferamundi parte en su busca, llega a Sevilla y encuentra a su amada, cautiva en un castillo del monarca sevillano, y discute con ella planes para rescatarla, 

## Continuación
Dado el éxito que tuvo la obra, Mambrino Roseo no tardó en dar a luz una continuación, la Segunda parte de Esferamundi de Grecia, que se publicó por primera vez en 1559, también en Venecia.

## Traducciones
La Primera parte de Esferamundi fue traducida al francés y se publicó por primera vez en ese idioma en 1577, pero debido a que por cuestiones editoriales la numeración del ciclo francés era distinta de la del hispano-italiano, se convirtió en el decimosexto libro francés. También fue traducida al alemán y publicada en 1590, como decimosexto libro del llamado ciclo de Amadís de Francia. También apareció en neerlandés en 1612.